# Fourques (Pirenei Orientali)
Fourques (in catalano Forques) è un comune francese di 1 111 abitanti situato nel dipartimento dei Pirenei Orientali nella regione dell'Occitania.

## Società

### Evoluzione demografica
Abitanti censiti